# هری کرومپ (بازیکن فوتبال)
هری کرومپ (انگلیسی: Harry Crump؛ ۱۰ فوریه ۱۸۷۳ – ۳۱ ژانویهٔ ۱۹۱۸) بازیکن فوتبال اهل ایالات متحده آمریکا بود.
از باشگاه‌هایی که در آن بازی کرده‌است می‌توان به باشگاه فوتبال دونکستر راورز، باشگاه فوتبال لوتون تاون، باشگاه فوتبال تاتنهام هاتسپر، باشگاه فوتبال ولورهمپتون واندررز، باشگاه فوتبال برنتفورد، و باشگاه فوتبال واتفورد اشاره کرد.